# GCIRS 16SW
GCIRS 16SW eller S97 är en dubbelstjärna i den mellersta delen av stjärnbilden Skytten och belägen i Vintergatans centrum. Den har en lägsta skenbar magnitud (B) av 14,75 (J) och kräver ett kraftfullt teleskop för att kunna observeras. Stjärnan rör sig bort från solen med en heliocentrisk radialhastighet av ca 470 km/s.

## Observation
GCIRS 16SW kretsar kring Sagittarius A* på ett avstånd av ca 19 000 AE, med en omloppsperiod på ca 1 270 år. Vid stjärnornas beräknade massa på cirka 50 solmassor, förutspås de ha en ålder på cirka 4 miljoner år, vilket anger att systemet bildades inom 0,1 parsek (0,33 ljusår eller 21 000 AE) från Sagittarius A*, istället för att ha migrerat inåt. från ett större avstånd.

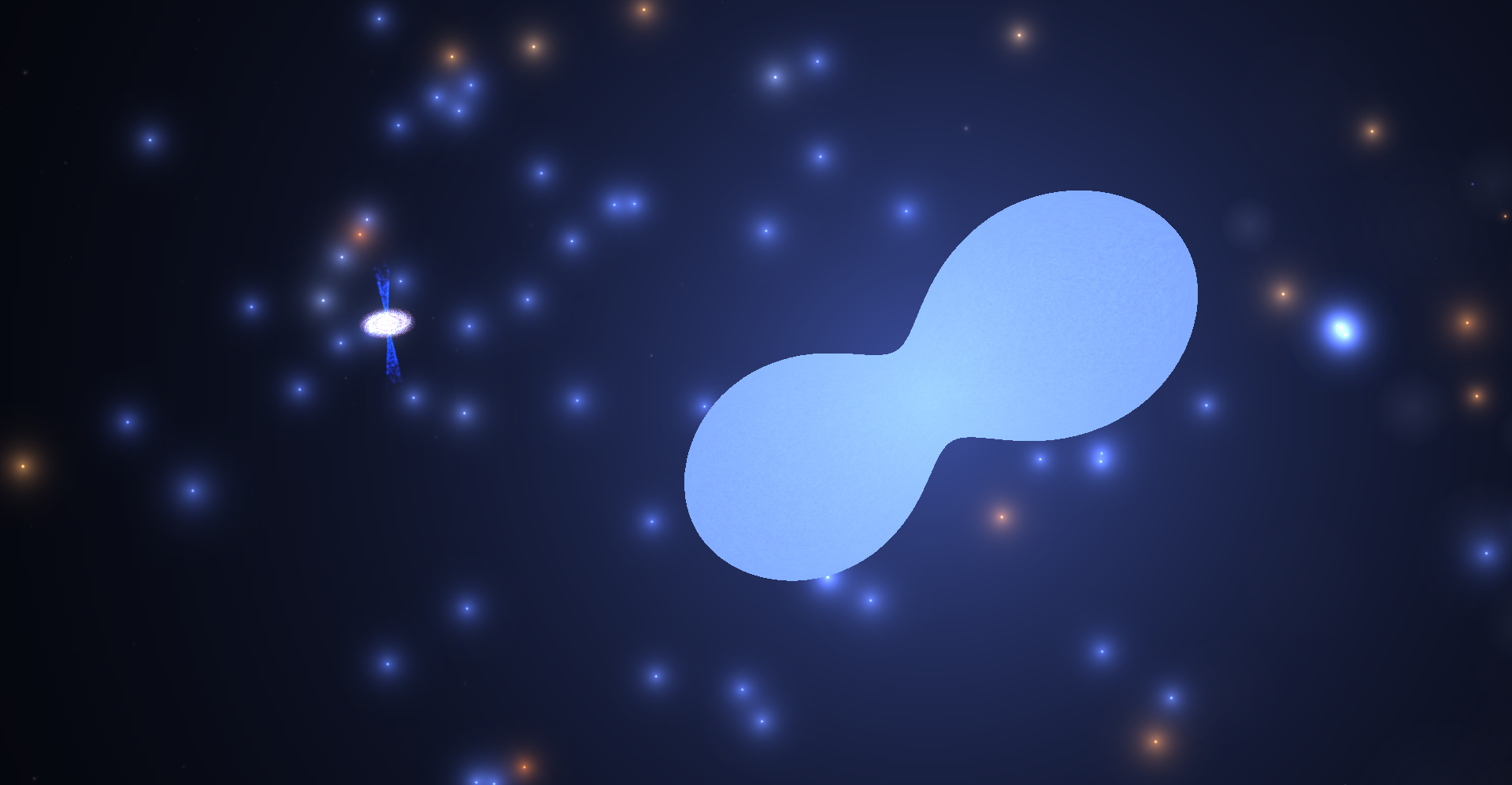
Konstnärens bild av GCIRS 16SW

GCIRS 16SW klassificerades som en kandidat för lysande blå variabel (LBV) på grundval av dess spektrum och fysikaliska egenskaper. Detta var dock innan den identifierades som en förmörkande dubbelstjärna, men den behandlas fortfarande som en LBV-kandidat.

## Egenskaper
Primärstjärnan GCIRS 16SW A är en blå jättestjärna av spektralklass Ofpe. Den har en  massa av ca 50 solmassor, en radie av ca 55 - 63 solradier och utsänder energi från dess fotosfär motsvarande ca 1 100 000  gånger solen vid en effektiv temperatur av ca 24 400 K.
Följeslagaren GCIRS 16SW B är en blå jättestjärna av spektralklass WN9. Den har en  massa av ca 50 solmassor, en radie av ca 55 - 63  solradier och utsänder energi från dess fotosfär motsvarande ca 1 100 000  gånger solen vid en effektiv temperatur av ca 23 500  K.
GCIRS 16SW är en kontaktdubbelstjärna, som består av två heta massiva stjärnor som kretsar kring varandra med en omloppsperiod av 19,5 dygn. Stjärnorna är så nära att deras atmosfärer överlappar varandra och de två stjärnorna bildar en förmörkelsevariabel som varierar i ljusstyrka med 0,35 magnitud i infraröda våglängder.
Var och en av stjärnorna är starkt förvrängd av den andra stjärnans gravitation. Polarradien beräknas till 54,5 solradier, medan radien längs omloppsriktningen är 58,2 solradier. Radien längs linjen som förenar de två stjärnorna är 62,7 solradier, medan separationen mellan de två stjärnornas mittpunkter är 132,8 solradier. En beräkning av egenskaper som behandlade dubbelstjärnan som en enda stjärna gav en effektiv temperatur på 24 400 K. Stjärnornas temperaturer ger en ljusstyrka över en miljon gånger solens, obehagligt nära Eddington-luminositet för varje stjärna, och man misstänker att de faktiska temperaturerna är något lägre.